# ユリサ
yurisa（ユリサ、1984年7月27日 - ）は、日本で活動していたファッションモデル、歌手、タレント。旧芸名および本名は朝間ユリサ。所属事務所はアミューズ → ホリ・エージェンシー → キックス → ドレークエージェント。
京都府出身。京都府立朱雀高等学校に入学後、堀越高等学校へ編入・卒業。

## 略歴
- 6歳からモデルとして活動する。
- 7歳のときに出演した桂由美ブライダルショーでファッションショー初出演[1]。
- 2001年、アミューズのオーディションにてグランプリを獲得。
- 2002年、6人組の女性ボーカルユニットBuzyに加入。
- 2004年、同グループ名義でシングル「鯨」でデビュー。
- 2006年、Buzy解散により、個人での活動となる。
- 2007年、ホリエージェンシーへ移籍。以後、モデル活動だけでなくバラエティ番組などにも出演。
- 2009年、トランスメディアの雑誌『GLITTER』とBILLABONGで行われたコンテストでグランプリの「BILLABONG GIRL」に選ばれた。また、恵比寿マスカッツに加入するが、同年中に脱退した。
- 2010年、『ザ・キャラクター』野田秀樹作・ 演出（読売演劇大賞最優秀作品賞受賞）に出演。またこの年、CYBERJAPAN DANCERSに加入。
- 2012年、「HBU (Original Club Mix)」、「"GIRL FIGHT" feat. VERBAL & yurisa」を配信限定でリリース。m-flo 2012 live "SQUARE ONE" ツアーに参加。a-nation, 神戸コレクション、Beat Connection、スプリングルーヴにダンサー出演。
- 2013年、m-flo 2013 live "NEVEN" ツアーに参加。スプリングルーヴ、東京オートサロン 2013 TOYO TIREにてダンサー出演。
- 2013年11月13日、1st mini album『Love & Different』、iTunes限定先行配信スタート。
- 2013年11月27日、1st mini album『Love & Different』をARTIMAGE RECORDSよりリリース。レコチョクにて配信スタート。
- 2015年11月22日、2016年1月17日をもってCYBERJAPAN DANCERSでの活動を無期限休止することを発表[2]。
- 現在はアメリカに在住しており、アメリカに拠点を移したたむらけんじと共に現地でイベントのMCを勤めながら、ボーイフレンドと共に、かつて番組で共演したたむらに助けられた恩返しとして、彼の現地の生活をサポートし、グローバルな活躍をしている。

## 人物
- キャッチコピーは「京都のビヨンセ」（自称）。

## 出演

### テレビ番組
- ガツン!（テレビ大阪） - MC
- 伊集院光のばんぐみ（BS11） - 準レギュラー
- 伊集院光のしんばんぐみ（BS11） - 第5回・第6回・第7回・第8回・第9回に出演
- リサッチ（東海テレビ） - 準レギュラー
  - 〜ヨガッチ〜（2007年12月 - 2008年3月） - レギュラー
- 人志松本のすべらない話SP（2007年6月2日、フジテレビ） - アシスタント
- モテケン（2007年6月4日・8月6日ほか、テレビ東京）
- 浜ちゃんと!「〜西川医院長のココロとカラダのお悩みクリニック〜」（2007年7月11日・7月18日・8月15日・8月22日・10月3日・10月31日・12月5日・12月12日、読売テレビ）
- 全力坂（2007年9月3日・9月13日、テレビ朝日）
- 踊る!さんま御殿!!（2007年9月4日・11月6日、日本テレビ）
- サスケマニア（2007年10月21日・2008年4月27日 - 5月25日、TBS）
- HEY!HEY!HEY! MUSIC CHAMP（2008年 - 、フジテレビ） - アシスタントレギュラー
- 美しき青木・ド・ナウ（テレビ朝日）
  - 〜女のDEAD or ALIVE〜（2008年8月4日・8月11日）
  - 〜芸能人マジギレ大告発SP〜（2008年10月4日・10月13日）
- 秘密のケンミンSHOW（2008年6月19日・11月13日、読売テレビ）
- ムービーポルテ（2007年12月 - 2008年3月、BS11） - レギュラー
- おねだり!!マスカット （2009年4月6日 - 8月、テレビ東京）
- キャラ☆キング（2009年、テレ朝チャンネルほか）

### テレビドラマ
- あしたの、喜多善男〜世界一不運な男の、奇跡の11日間〜（2008年、関西テレビ）

### 雑誌
- Warp「〜TOKYO SWEET〜」2007年10月号（トランスワールドジャパン）
- WOOFIN' GIRL 2007年11月号（シンコーミュージック・エンタテイメント）
- S Cawaii! 2007年11月号（主婦の友社） - ヘアモデル
- LUIRE（リットーミュージック）

### 配信
- 2012.02.25「HBU (Original Club Mix)」iTunes限定配信
- 2012.09.26「"GIRL FIGHT" feat. VERBAL & yurisa」iTunes限定配信
- 2013.11.13 1st mini album『Love & Different』iTunes限定先行配信
- 2013.11.27 1st mini album『Love & Different』レコチョク配信

### CD
- コスメティック・ハウス Produced by Cryptoroom（2009年3月4日、エイベックス・ミュージック・クリエイティヴ） - カバーアルバム。5曲目「シンデレラは眠れない」、11曲目「くちびるヌード」にボーカルとして参加。
- Love & Different（2013年11月27日、ARTIMAGE RECORDS）

### 舞台
- ザ・キャラクター（2010年6月 - 8月、東京芸術劇場中ホール）